# Lili Paul-Roncalli
Lili Paul-Roncalli, de nombre artístico Lilian Paul (Múnich, 4 de mayo de 1998) es una artista de circo y modelo austríaca.

## Trayectoria
Lilian Paul es la hija menor de la artista circense italiana Eliana Larible y del maestro de ceremonias austríaco y cofundador del circo Roncalli, Bernhard Paul.  Comenzó su formación con los artistas del Circo Roncalli a la edad de seis años. En 2013, apareció por primera vez con sus dos hermanos como los acróbatas de patinaje Les Paul en la gira Time is Honey del circo familiar. Desde 2014 realiza espectáculos individuales de contorsionismo.  En 2018 trabajó, entre otros, en el Baile de la Ópera de Dresde y en el Apollo Varieté de Düsseldorf. Completó sus estudios con la ayuda de un tutor privado que la acompañó en sus viajes.
En febrero de 2019, fue presentada como ángel del Life Ball en Viena. En junio de ese mismo año, participó en la edición de celebridades del programa The Millionenshow en Austria para el beneficio del Life Ball. En julio, participó en el reality show del canal alemán VOX, 7 Töchter junto a Laura Karasek y Elena Carrière. En 2020, ganó la decimotercera temporada del espectáculo de RTL Let's Dance con Massimo Sinató y se convirtió en el rostro del Premio de Alta Costura de Austria.
En 2021 publicó un libro de recetas italianas con su madre.  Junto a la cantante, también austriaca, Josh, fue una de los dos miembros permanentes del jurado de la sexta temporada en 2022 del programa de casting de ORF, Starmania. Actuó en la película austríaca de Harald Aue, Ein Clown - ein Leben, que se estrenó en 2022. Este mismo año, lanzó su autobiografía Manege frei für Lili, escrita para niños, en la que describe su infancia en el circo de su padre.